# Hohenau
Hohenau es una ciudad paraguaya situada en el departamento de Itapúa. Está ubicada a unos 35 km de la ciudad de Encarnación, capital del departamento. Cuenta con grandes campos de cultivos y con arroyos que se encuentran en las cercanías, como el Capi'ibary, Poromocó, Mandisovy, Santa María y otros.

## Toponimia
Hohenau (nombre en alemán) debe su nombre a la elevada posición con cierto declive hacia el río Paraná, significando «Alta pradera», «Campiña Elevada» o bien «Valle Ondulado».

## Historia
La ciudad de Hohenau fue fundada el 14 de marzo del año 1900 por Carlos Reverchon, Guillermo Closs y los hermanos Ambrosio y Esteban Scholler; con colonos alemanes, que más tarde la llamaron «La madre de las Colonias del Alto Paraná«.
Guillermo Closs es uno de los principales personajes de esta historia. De ascendencia alemana, nació el 31 de octubre de 1841 en Baumschneis (Brasil), (hoy Dois Irmãos). Se radicó en el Estado de Río Grande del Sur, en un lugar llamado «Sierra Pelada», sobre el Río Uruguay. Más tarde, Closs decide viajar al Paraguay, donde conoce a Carlos Reverchon, entre los dos analizaron todos los pormenores de una eventual y masiva inmigración, y elaboraron un vasto plan. 
Con la ayuda de Christian Heisecke (entonces Cónsul austríaco ante el Gobierno del Paraguay), lograron interesar al Gobierno Paraguayo para un plan de colonización en el departamento de Itapúa.
Fue así que por decreto del 12 de septiembre de 1898 el Gobierno de la República, otorga a Closs y Reverchon un lote de tierra de 16 leguas cuadradas en Encarnación. Closs volvió a Sierra Pelada donde vendió todas sus tierras y se embarca a comienzos de 1899 rumbo al Paraguay.
El 14 de marzo de 1900 llegaron desde Encarnación, vía Río Paraná, las primeras familias entre ellas figuraban: los Deutschmann, Tauber, Endler, y Guillermo Rhenius. En el mes de agosto de 1900 la llegada de 8 familias, compuesta por 55 personas sentó las bases del primer eslabón de una posterior y masiva inmigración hacia esas tierras, entre estas familias cabe citar a los Dressler, Kuschel, Scheunemann, Fritze, Jacobs y otros más.
Fue elevada a distrito en el año 1944. En la década del 30 al 40 se registró la llegada masiva de inmigrantes polacos, ucranianos, rusos y, en menor medida, belgas y franceses, que se instalaron en Encarnación, Hohenau, Bella Vista y Obligado.
Según la Dirección General de Estadísticas, Encuestas y Censos, a nivel nacional, el distrito de Hohenau en el departamento de Itapúa es el que, después de Asunción, presenta mejores niveles de vida. Es además conocida como cuna de labriegos y pastores.

## Heráldica
El Escudo
Este fue adoptado oficialmente y definitivamente por Ordenanza municipal N.º 3/98 y está formado por un polígono irregular, compuesto por una parte superior y una inferior dividido por una línea recta de color amarillo. En la parte superior lleva la inscripción «MUNICIPALIDAD DE HOHENAU». La parte inferior está dividido en cuatro carteles divididos en dos ejes que la cortan en partes iguales, representando cada una de ellas una manifestación que individualiza a esta colectividad: La imagen del Espíritu Santo y la fachada de la iglesia; productos del lugar como la yerba mate, tung, soja, trigo; la gráfica de un carro alzaprima tirado por bueyes transportando rollos, y una industrializadora de madera.
La Bandera

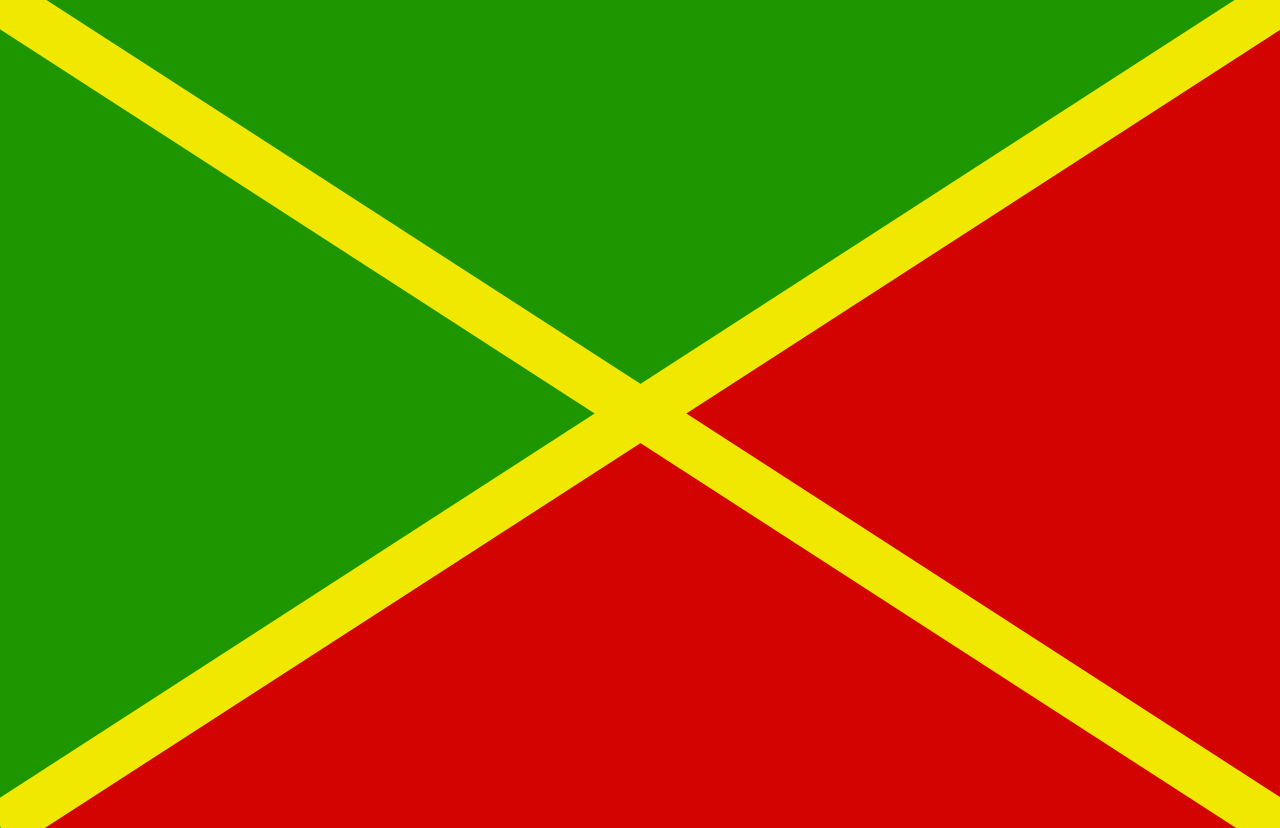

Desde el mes de febrero del año 1998 el municipio cuenta además con la bandera adoptada en forma oficial, que fue seleccionada a través de un concurso abierto a toda la ciudadanía y está formada de la siguiente manera: El color verde símbolo de la prodigiosa naturaleza, el color rojo representa a la fértil tierra proveedora de alimento base de toda actividad y el color amarillo representa la luz solar fuente suprema de la energía. La forma rectangular de esta bandera está dividida por dos franjas diagonales. El área comprendida por estos campos diagonales forman cuatro triángulos cuyos vértices convergen en el centro. En el anverso el centro está cubierto por la imposición del Escudo y en el reverso por la intersección de las franjas diagonales.

## Geografía
La ciudad de Hohenau cuenta con 220 km². Limita al norte con el distrito de Obligado, al sur con el río Paraná y el distrito de Trinidad, al este con el distrito de Obligado y al oeste con los distritos de Jesús, La Paz y San Pedro del Paraná. 
Es rica en recursos hídricos, entre ellos: el río Paraná y el arroyo Capi'ibary. En las cercanías de esta localidad se ha planeado el Proyecto hidroeléctrico Corpus Christi, sobre el río Paraná.

## Clima
La ciudad de Hohenau tiene un clima subtropical, ideal para la agricultura, con temperatura que oscilan de 3 °C a 4 °C en invierno. Y de 37 a 38 °C en verano.

## Demografía
Hohenau contaba con un total de 12 809 habitantes según datos oficiales del censo paraguayo de 2022. Hohenau, Bella Vista Sur y Obligado juntos conforman una sola área urbana, siendo uno de los pocos casos en el país a excepción de Gran Asunción, Gran Ciudad del Este y Gran Encarnación.
Los barrios de la zona céntrica de la ciudad de Hohenau son: Zona Céntrica, San José, San Blas, Cerro Corá, Alto Jardín, Los Pioneros, Obrero, Santa Lucía, Parque, Colinas del Sur, Universitario, Central, Pradera Alta, Santa Cecilia y Santa Fátima. Mientras los de la zona rural son: Hohenau 1 (Puerto Hohenau), Hohenau 2 (Centro Urbano), Hohenau 3 (Campo Ángel), Hohenau 4 (Caguarené) y Hohenau 5 (Santa María).

## Salud
Las instituciones sanitarias de esta ciudad son: SOS Aldea de Niños que fue fundada el 21 de agosto de 1971 en un terreno donado por la asociación Alemana de Hohenau; cuenta actualmente con 17 casas familiares albergando a 160 niños; el Hospital Materno Infantil, el hospital SOS, que cuenta con una capacidad de 40 camas y 2500 consultas mensuales para madres y niños. Este centro ya vio nacer a más de 10 000 niños desde sus inicios en Hohenau y el Sanatorio Adventista, que inició su servicio de asistencia médica al distrito y el departamento en el año 1963.

## Economía
Los habitantes de Hohenau se dedican a la agricultura, específicamente a la plantación de soja, trigo, algodón, maíz, mandioca, yerba mate, tung, sorgo, cítricos, poroto, maní y sandía.
En la ganadería: vacunos, porcinos y aves.
Cuenta además con las siguientes industrias: molinos harineros, de yerba mate, fábrica de vino, de ladrillos comunes, panaderías, aserraderos, carpinterías, fábrica de molde de hormigón y una fábrica de almidón.

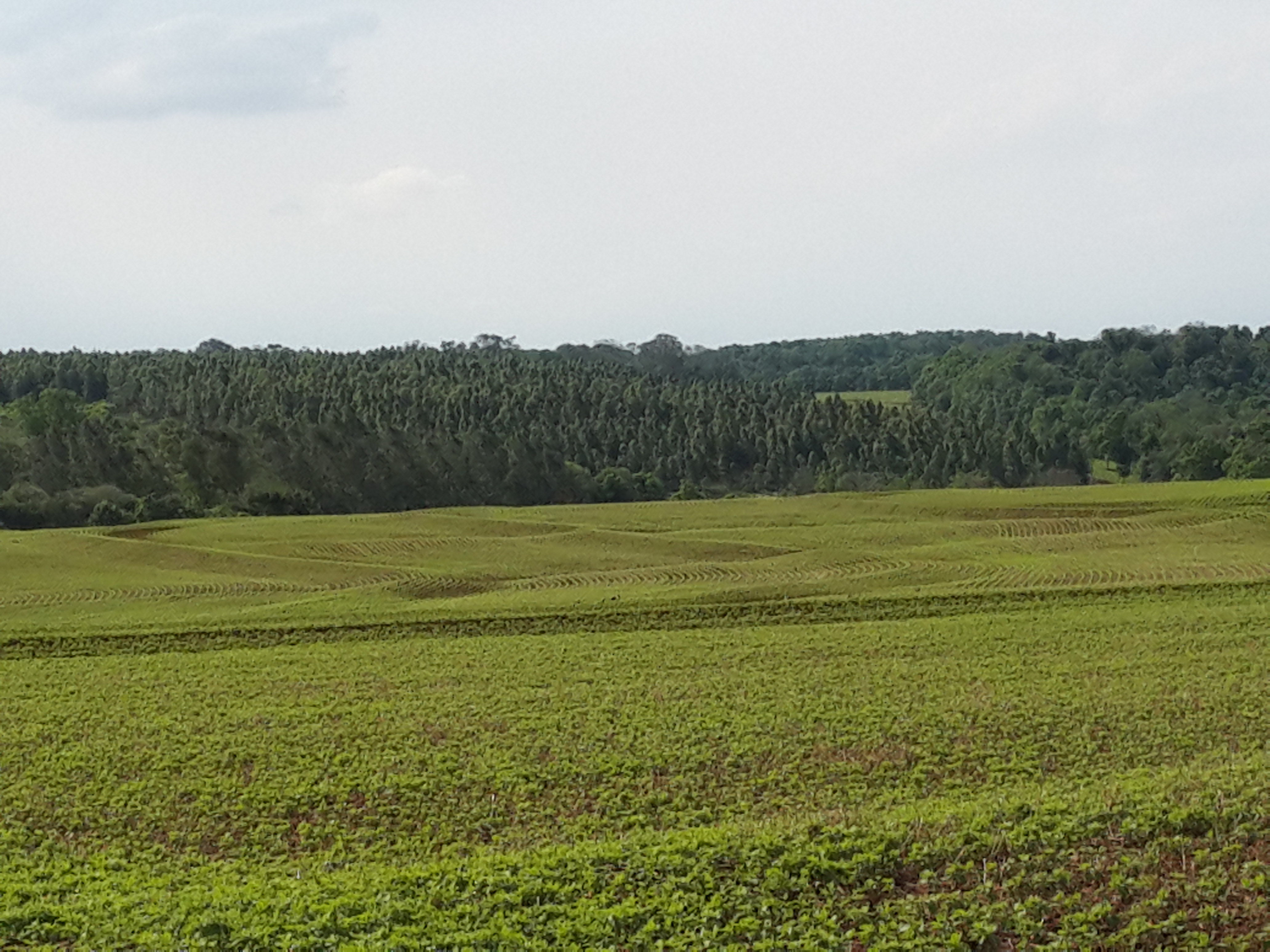
Campos de soja en Hohenau 3

## Infraestructura
Cuenta con una Facultad de Ciencias Agropecuarias - Universidad Católica, Escuela de Danzas, Academia de Arte Culinario, de Corte y Confección, de Peluquería; Instituciones que dictan clases de Computación, Secretariado Ejecutivo y Dactilografía.
En esta ciudad se puede visitar el Club de Caza y Pesca Alto Paraná, donde se realiza la tradicional Fiesta Nacional e Internacional de la Pesca del Dorado, en las aguas del Río Paraná.
Otros atractivos que ofrece esta ciudad son las colonias alemanas y japonesas, donde el visitante puede apreciar las características de su arquitectura, sus comidas típicas, y los campos de cultivo.
Se puede llegar a Hohenau a través, de la Ruta PY06 que cruza por el centro urbano de la ciudad y la une con Encarnación y Ciudad del Este. Cuenta además con una red de caminos vecinales que lo une con las demás localidades.